# Индонезија на Светском првенству у атлетици на отвореном 2022.
Индонезија је учествовала на 18. Светском првенству у атлетици на отвореном 2022. одржаном у Јуџину  од 15. до 25. јула седамнаести пут. Репрезентацију Индонезије представљао је 1 такмичар који се такмичио у трци на 100 метара. , 
На овом првенству такмичар Индонезије није освојио ниједну медаљу, али је остварио најбољи резултат сезоне.

## Учесници
Мушкарци:
- Лалу Мухамад Зохри — 100 м

## Резултати

### Мушкарци
| Атлетичар          | Дисциплина | Лични рекорд | Предтакмичење | Предтакмичење | Квалификације | Квалификације | Полуфинале           | Полуфинале           | Финале               | Финале       | Детаљи |
| Атлетичар          | Дисциплина | Лични рекорд | Резултат      | Место         | Резултат      | Место         | Резултат             | Место                | Резултат             | Место        | Детаљи |
| ------------------ | ---------- | ------------ | ------------- | ------------- | ------------- | ------------- | -------------------- | -------------------- | -------------------- | ------------ | ------ |
| Лалу Мухамад Зохри | 100 м      | 10,03 НР     | 10,46 КВ, ЛРС | 2. у гр. 2    | 10,42 ЛРС     | 7. у гр. 1    | Није се квалификовао | Није се квалификовао | Није се квалификовао | 43 / 67 (71) |        |